# Ruyven
Ruyven is een Nederlands bedrijventerrein van 50 ha en een recreatiegebied vernoemd naar een vroegere woonkern. Het bedrijvenpark op het grondgebied van Pijnacker-Nootdorp is in 1997 geopend en bedoeld voor bedrijven in de sectoren distributie, transport, groothandel, bouw en industrie. Het terrein ligt in Delfgauw aan de N470 en vlak bij de afslag Delft-Zuid/Ruyven van A13.
Het gelijknamige recreatiegebied ligt ten zuiden van het bedrijventerrein, nabij Verzorgingsplaats Ruyven.

## Geschiedenis
Ruyven was onder het ancien régime een heerlijkheid. In de Bataafse tijd van 1798 tot 1811 werd het een gemeente, die op 1 januari 1812 werd opgeheven; het grondgebied werd toegevoegd aan dat van de gemeente Pijnacker.
Op 1 april 1817 werd deze toevoeging ongedaan gemaakt en werd Ruiven opnieuw een zelfstandige gemeente. Op 1 januari 1846 werd de gemeente opgeheven; het grondgebied werd toegevoegd aan dat van de gemeente Pijnacker.